# Borgo Filadelfia
Borgo Filadelfia, o semplicemente Filadelfia (così anche in piemontese), è un quartiere della Circoscrizione 8 di Torino.
In passato (1920-1980) veniva accomunato a una zona detta dei Mercati Generali (Mercà Generaj), fino alla sua nuova ridenominazione del 2004. È inglobato nel quartiere del Lingotto, che fino al 2016 ha costituito, insieme a Nizza Millefonti, la Circoscrizione 9.
Il suo nome deriva dallo storico Stadio Filadelfia, il quale, a sua volta, doveva il nome alla via eponima.

## Confini
È delimitato:
- a nord, da Corso Bramante (confine con Crocetta)
- a sud, da Corso Eusebio Giambone - Sottopassaggio Lingotto (confine con Lingotto)
- ad ovest, da Corso Unione Sovietica (confine con Santa Rita)
- ad est, dalla ferrovia (confine con Nizza Millefonti)

## Storia

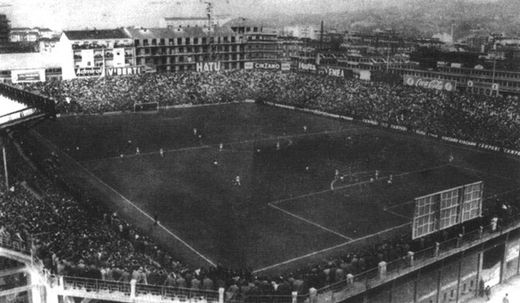
Lo stadio Filadelfia negli anni 1940

Area storicamente rurale e ricca di cascine alla periferia sud di Torino, il borgo seguì le medesime sorti dello stesso quartiere del Lingotto. Dapprima la costruzione di piccole case per operai della nascente ferrovia Torino-Genova (XIX secolo) e della relativa stazione di Torino Lingotto, poi con la nascente fabbrica Fiat Lingotto (1915-1939), questa ai confini col quartiere Nizza Millefonti. Inoltre, il borgo acquistò importanza negli anni 1920 anche per l'omonimo stadio, che ospitò le gesta della squadra calcistica Grande Torino; caduto in disuso per anni, fu parzialmente abbattuto nel biennio 1997-1998. 
Ricostruito nel 2017, da allora, svolge la funzione di centro sportivo.
Il borgo era ed è tuttora caratterizzato da botteghe, negozi e case di bassa-media costruzione, inizialmente abitato dai dipendenti ferroviari e dell'allora fabbrica automobilistica FIAT del Lingotto. Sempre negli anni 1920, verso la ferrovia sorse il Mercato Ortofrutticolo all'Ingrosso (M.O.I.), altrimenti detto Mercati Generali, con ampi magazzini di stoccaggio di frutta e verdura e relativo mercato rionale sulla piazza Galimberti (durante il fascismo piazza Balilla), poi utilizzati come rifugio durante la seconda guerra mondiale (così come i sotterranei del complesso scolastico "Duca degli Abruzzi"). Nel 1926, sempre a ridosso della ferrovia, sorse una fabbrica di chinino diretta dal chimico farmacista Carlo Martinotti, della quale rimangono oggi solo pochi resti, eccezion fatta per lo stabilimento del Monopolio di Stato che, sempre nell'allora borgata Orti Nuovi (Òrt Neuv), ospita oggi un distaccamento della Polizia Municipale.

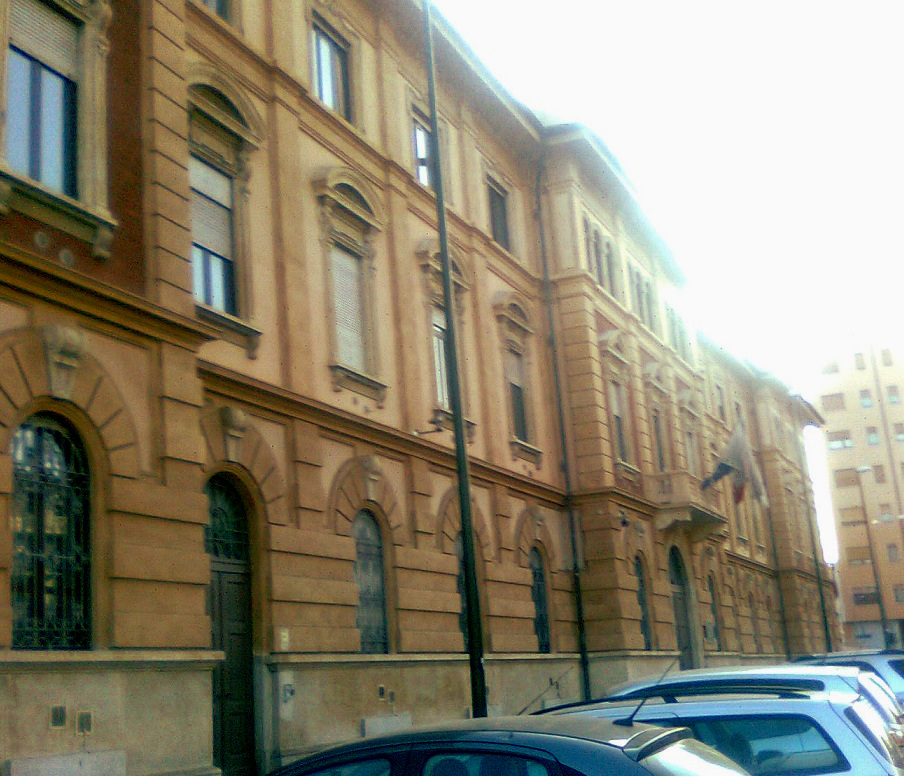
La Palazzina Nord della Finanza

Nel dopoguerra, preso atto che molte case avevano subìto gravi danni dal conflitto bellico, il borgo fu quasi totalmente ricostruito. Nel lungo periodo 1904-1994 fu anche ospitata l'antica dogana ferroviaria di Torino sud, che delimitava la parte est del quartiere. Ristrutturata, oggi è usata come caserma della Finanza; la parte nord della caserma stessa è delimitata da una palazzina di uffici dell'agenzia delle dogane, eretta in stile eclettico, che si affaccia sull'inizio di corso Sebastopoli, angolo via Giordano Bruno. Ancor oggi, il borgo è caratterizzato da negozi ed eventi commerciali, concentrati maggiormente sull'asse di via Tunisi. Proprio in via Tunisi nel febbraio 1959 fu aperto il primo supermercato di Torino dai fratelli Garosci.
Frattanto negli anni 2000 gli storici "Mercati" furono trasferiti presso il centro di smistamento ortofrutticolo "C.A.A.T." di Grugliasco, situato nella prima cintura della città, mentre il vecchio complesso fu ristrutturato con dei prefabbricati colorati per ospitare il villaggio olimpico di Torino 2006; a ridosso della ferrovia fu eretto un alto arco rosso. Il villaggio fu ancora utilizzato come spazio espositivo e ricreativo, oltre che concentrare le abitazioni per il nuovo flusso di immigrati della città, destinazione d'uso non esente da polemiche e tensioni con i residenti, sino al 2019, anno del definitivo sgombero ed inizio di una opera di profonda ristrutturazione funzionale delle palazzine.

## Monumenti e luoghi d'interesse
- Arco olimpico di Torino
- Filadelfia (centro sportivo)
- Stadio Filadelfia